# Katja Riem
Katja Riem, née le 26 décembre 1996, est une personnalité politique suisse, membre de l'Union démocratique du centre (UDC).
Elle est députée du canton de Berne au Conseil national depuis 2023.

## Biographie
Katja Riem naît le 26 décembre 1996. Elle a une sœur cadette. Leur père, Herbert Riem, est caviste dans l'entreprise familiale à Kiesen, dans le canton de Berne, et agriculteur sur la ferme familiale (céréales et engraissage de porcs) ; leur mère se prénomme Trix. Leur oncle paternel, Bernhard Riem, est membre du Centre et siège au Grand Conseil du canton de Berne.  
Elle grandit à Kiesen. Après avoir obtenu sa maturité (économie et droit) au gymnase de Berne Kirchenfeld, elle fait un apprentissage de viticulteur d'une durée de deux ans au château de Teufen, dans le canton de Zurich, et à La Neuveville, dans le canton de Berne, puis un apprentissage d'agriculteur pendant un an, qu'elle achève en 2018. Elle fait ensuite des études d'agronomie à la Haute école des sciences agronomiques, forestières et alimentaires à Zollikofen.
Elle travaille dans la cave de ses parents à Kiesen et exploite avec sa sœur et deux amis un vignoble à Ostermundigen.
Elle organise des fêtes de jeunesse dans sa région au sein d'une association. Elle habite à Kiesen.

## Parcours politique
Elle adhère aux Jeunes UDC à l'âge de 14 ans,.
Elle accède (vient-ensuite) au Grand Conseil du canton de Berne le 1er septembre 2021. Elle y est le plus jeune membre de l'hémicycle et s'y profile sur les questions d'aménagement du territoire.
Elle est élue au Conseil national en octobre 2023 (7e des 24 élus). Elle est la plus jeune membre de la chambre basse de la 52e législature, et prononce à ce titre le discours d'ouverture. Elle siège au sein de la Commission de la science, de l'éducation et de la culture (CSEC).

## Positionnement politique
Elle est une représentante de la ligne dure de son parti.
Elle plaide notamment pour limiter l'accès aux études gymnasiales et réduire l'État social (non à une hausse des subsides pour les primes de l'assurance-maladie, non à une extension du congé parental et non aux salaires minimaux) et s'oppose à une plus forte protection de l'environnement.
Elle s'est opposée à son parti sur deux sujets lors de son mandat au Grand Conseil du canton de Berne, en soutenant le droit de vote à 16 ans et la promotion des énergies renouvelables par l'État.